# Francisco Gutiérrez de Cuéllar
Francisco Gutiérrez de Cuéllar (Segovia, h. 1518 - Segovia, 10 de noviembre de 1581), fue un noble segoviano que ocupó el cargo de Contador Mayor del rey Felipe II, y también fue caballero de la Orden de Santiago.

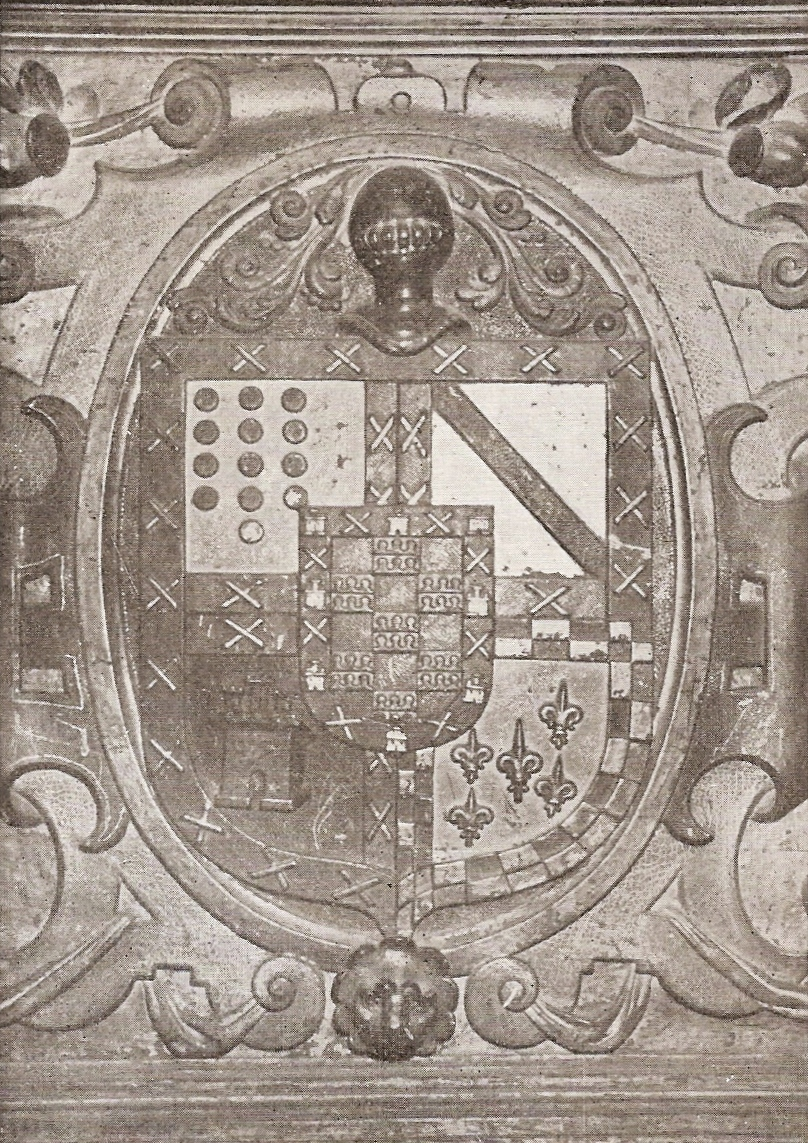
Escudo de armas de Francisco Gutiérrez de Cuéllar

## Biografía
Hijo de Gil Sánchez de Cuéllar y Aldonza Gutiérrez, naturales de Cuéllar y avecindados en Segovia, en el barrio de la Calongia Vieja. Fue también sobrino de Fernando de Valdés, inquisidor general. En 1560 entró al servicio de Felipe II como continuo de la casa de Castilla. En 1562 es hecho preso por motivos desconocidos y posteriormente sufre una enfermedad.
Desde 1565 su carrera se desarrolló al servicio de la hacienda, dentro de la denominada Contaduría Mayor de Cuentas. Era una de las criaturas o hombres de confianza del cardenal Diego de Espinosa y en virtud de esta confianza desarrolló trabajos especiales, como el que en 1569 le llevaría a fiscalizar los gastos ocasionados por la guerra de Granada y la posterior administración de bienes de los moriscos. En 1571 vuelve a Madrid, donde se reincorpora a la Contaduría Mayor y al Consejo de Hacienda, destacando su labor en el marco de los graves problemas financieros que atraviesa la monarquía. En 1579 llegaría a ser teniente de la Contaduría mayor. El año siguiente pide permiso para regresar a Segovia para atender sus asuntos particulares. En esta ciudad muere en noviembre de 1581.

En el año 1577 el Cabildo de Segovia le concedió la Capilla de Santiago, en la Catedral de Segovia, la primera entregada a un civil.